# SIG 540
Das SIG 540 (auch SG 540) ist ein Sturmgewehr im Kaliber 5,56 × 45 mm NATO, das von der SIG Holding entwickelt worden ist. Bei SIG wurde das Gewehr nicht in großen Stückzahlen gefertigt. Das SIG 540 wurde jedoch für verschiedene Länder lizenziert. Zudem war es die Grundlage für das spätere SG 550, das als Sturmgewehr 90 bei der Schweizer Armee eingesetzt wird.

## Geschichte
Im Hinblick auf den bevorstehenden Produktionsauslauf des SG 510 begann die SIG Mitte der 1960er-Jahre mit der Entwicklung eines neuen Sturmgewehrs, das vor allem für den Export vorgesehen war. Dabei sollte der damalige Trend zu leichteren und kostengünstigeren Waffen berücksichtigt werden. Aus diesem Grund wurden verschiedene Kaliber erprobt, darunter die neue 5,56 × 45 mm NATO-Patrone. Zu Beginn pflegte die SIG eine Zusammenarbeit mit Beretta, die jedoch später wieder beendet wurde. Ab 1965 arbeitete die SIG an den Versuchsmodellen SG 530, die das Verschlusssystem des SG 510 übernahmen. Aufgrund verschiedener Probleme ersetzte man 1967 den verzögerten Rollenverschluss durch einen verriegelten Rollenverschluss mit Gasdruckladung. Dennoch blieben die Versuchswaffen störanfällig. Da Waffen mit diesem Funktionsprinzip auch nicht kostengünstig hergestellt werden konnten, stellte die SIG die Entwicklung des SG 530 ein.
1969 begann die SIG unter der Leitung von Eduard Brodbeck erneut mit der Entwicklung eines neuen Sturmgewehrs. Dieses Mal orientierte man sich am Funktionsprinzip der Kalaschnikow-Sturmgewehre (Gasdrucklader mit Drehkopfverschluss). 1971 wurde der erste Prototyp des neuen SG 540 fertiggestellt, wobei einige Komponenten des SG 530 übernommen wurden. Um die Erfolgschancen auf dem Exportmarkt zu erhöhen, entwickelte man neben dem SG 540 im Kaliber 5,56 × 45 mm NATO auch das SG 542 im Kaliber 7,62 × 51 mm NATO, sowie die Kurzversion SG 543 im Kaliber 5,56 × 45 mm. Moderne Fertigungsverfahren und Kunststoffbauteile ermöglichten eine leichte Waffe und kostengünstige Herstellung. Ab 1974 wurden die drei Modelle international zum Verkauf angeboten.
Mit dem Bundesgesetz über das Kriegsmaterial von 1972 wurden Waffenexporte jedoch erschwert. Aus diesem Grund begann die SIG 1973 eine Kooperation mit dem französischen Unternehmen Manurhin mit Sitz in Mülhausen. Zunächst wurden noch einige Komponenten von SIG produziert. Schließlich übernahm Manurhin die vollständige Serienproduktion und stellte insgesamt ungefähr 100 000 Exemplare der Modelle SG 540, SG 542 und SG 543 her.
Unter der Bezeichnung SG 541 wurden ab 1973 verschiedene Versuchsmodelle für die Schweizer Armee produziert. Letztlich führte diese Entwicklung nach mehreren Änderungen zum SG 550, das als Sturmgewehr 90 bei der Schweizer Armee als Ordonnanzwaffe eingeführt wurde.

## Technik
Das Gewehr ist ein Gasdrucklader mit langem Hub und Drehkopfverschluss. Anders als beim Kalaschnikow-System ist die Gasstange nicht fest am Verschlussträger angebaut, sondern über den abnehmbaren Verschlusshebel verbunden. Zudem umschließt die Schließfeder die Gasstange und befindet sich vollständig vor dem Verschluss. Der Gasregulator verfügt über drei Einstellungen: „0“ (keine Gaszufuhr bzw. manuelles Nachladen; für den Einsatz von Gewehrgranaten), „1“ (normale Gaszufuhr; für den Normalbetrieb) und „2“ (erhöhte Gaszufuhr; zur Behebung von Funktionsstörungen infolge von Verschmutzung). Die Abzugsgruppe erlaubt neben dem Sichern auch Einzelschuss und Dauerfeuer. Optional kann ein Mechanismus für Drei-Schuss-Feuerstöße installiert werden. Die Visiereinrichtung besteht aus einem Dioptervisier mit einer drehbaren Visiertrommel (mit verschiedenen Stellungen für unterschiedliche Schussdistanzen) und einem von Seitenbacken geschützten Korn. Die Modellvarianten SG 540 und SG 542 verfügen zudem über eine Vorrichtung für ein Zweibein sowie ein Mündungsfeuerdämpfer, der das Abfeuern von 22-mm-Gewehrgranaten (NATO-Standard) und das Aufpflanzen eines Bajonetts ermöglicht. Sämtliche Versionen können mit einem festen Kolben oder einem Umlegkolben ausgerüstet werden. Außerdem ist eine Vorrichtung für ein Zielfernrohr vorhanden.

## Modellvarianten

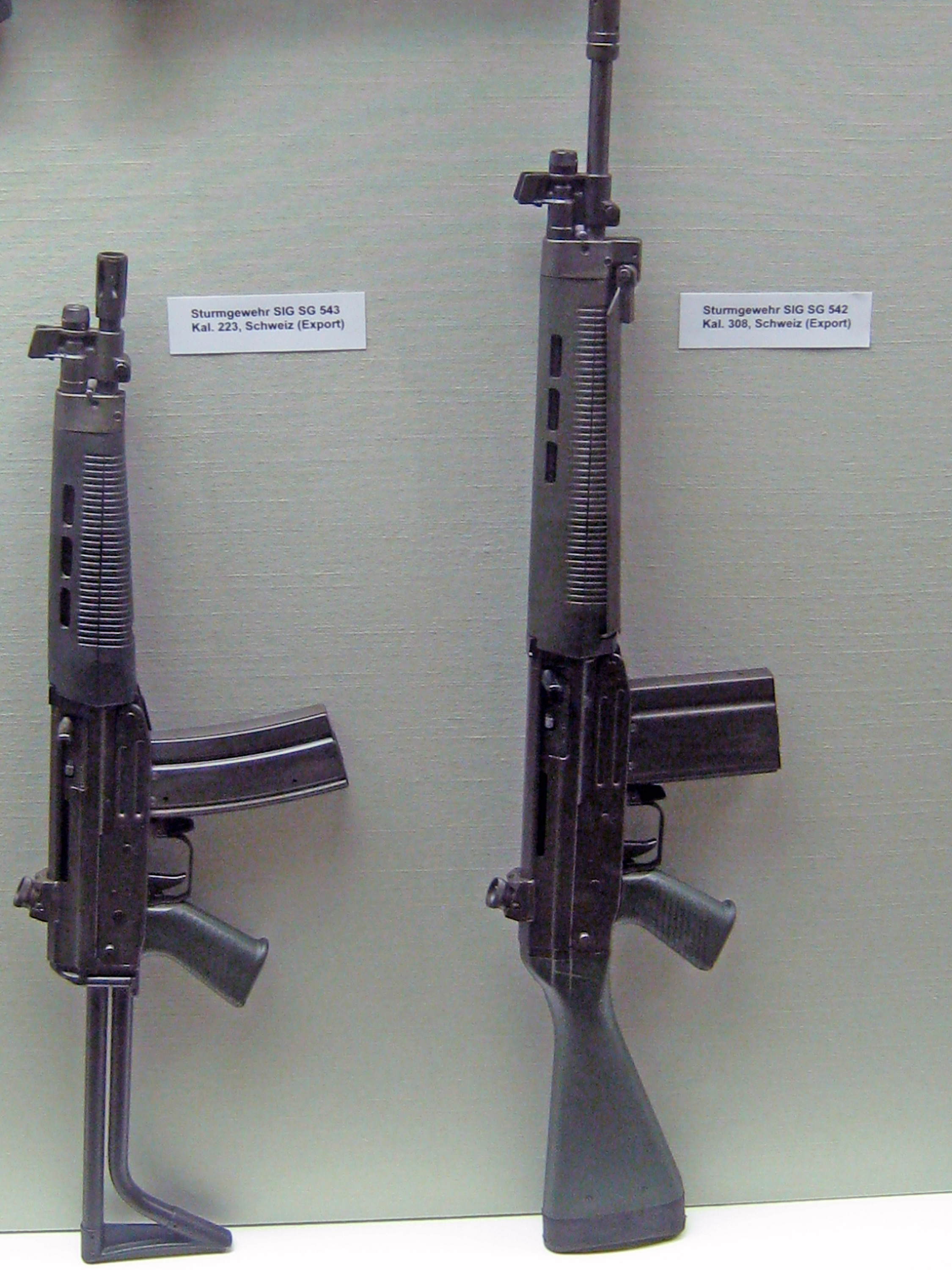
SG 543 (links) und SG 542 (rechts)

| Variante | Länge            | Gewicht leer | Lauflänge | Kaliber                        |
| -------- | ---------------- | ------------ | --------- | ------------------------------ |
| SG 540   | 950 mm           | 3,26 kg      | 460 mm    | 5,56 × 45 mm / 7,62 × 39 mm    |
| SG 540-1 | 950 mm / 720 mm  | 3,31 kg      | –         | 5,56 × 45 mm                   |
| SG 542   | 1000 mm          | 3,55 kg      | 465 mm    | 7,62 × 51 mm / .243 Winchester |
| SG 542-1 | 1000 mm / 754 mm | 3,55 kg      | –         | 7,62 × 51 mm                   |
| SG 543   | 805/569 mm       | 3,0 kg       | 300 mm    | 5,56 × 45 mm                   |

## Lizenzen

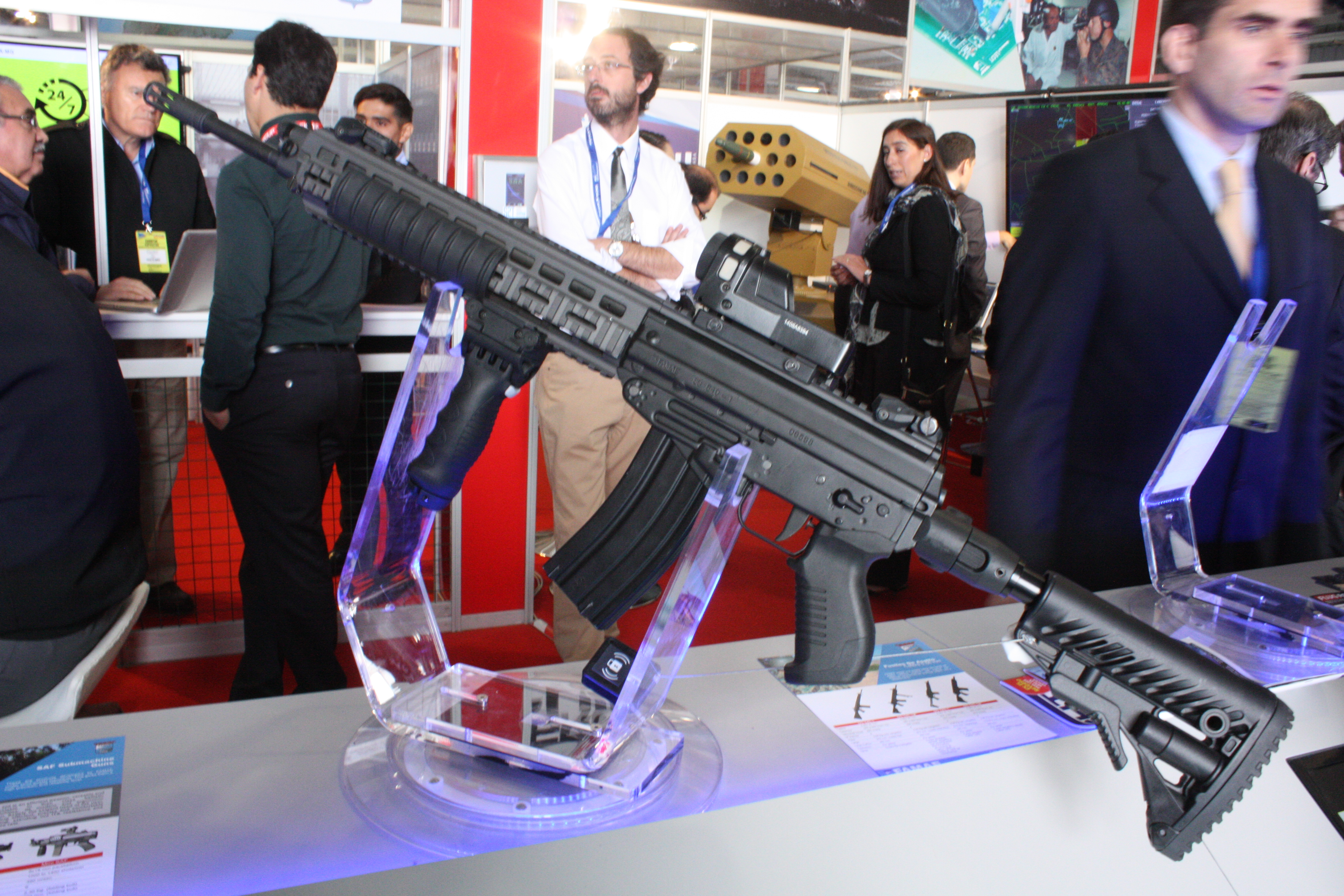
SG 540-1M von FAMAE

- Chile – FAMAE[6]
- Frankreich – Manurhin[6]
- Portugal – INDEP[7]

## Nutzer

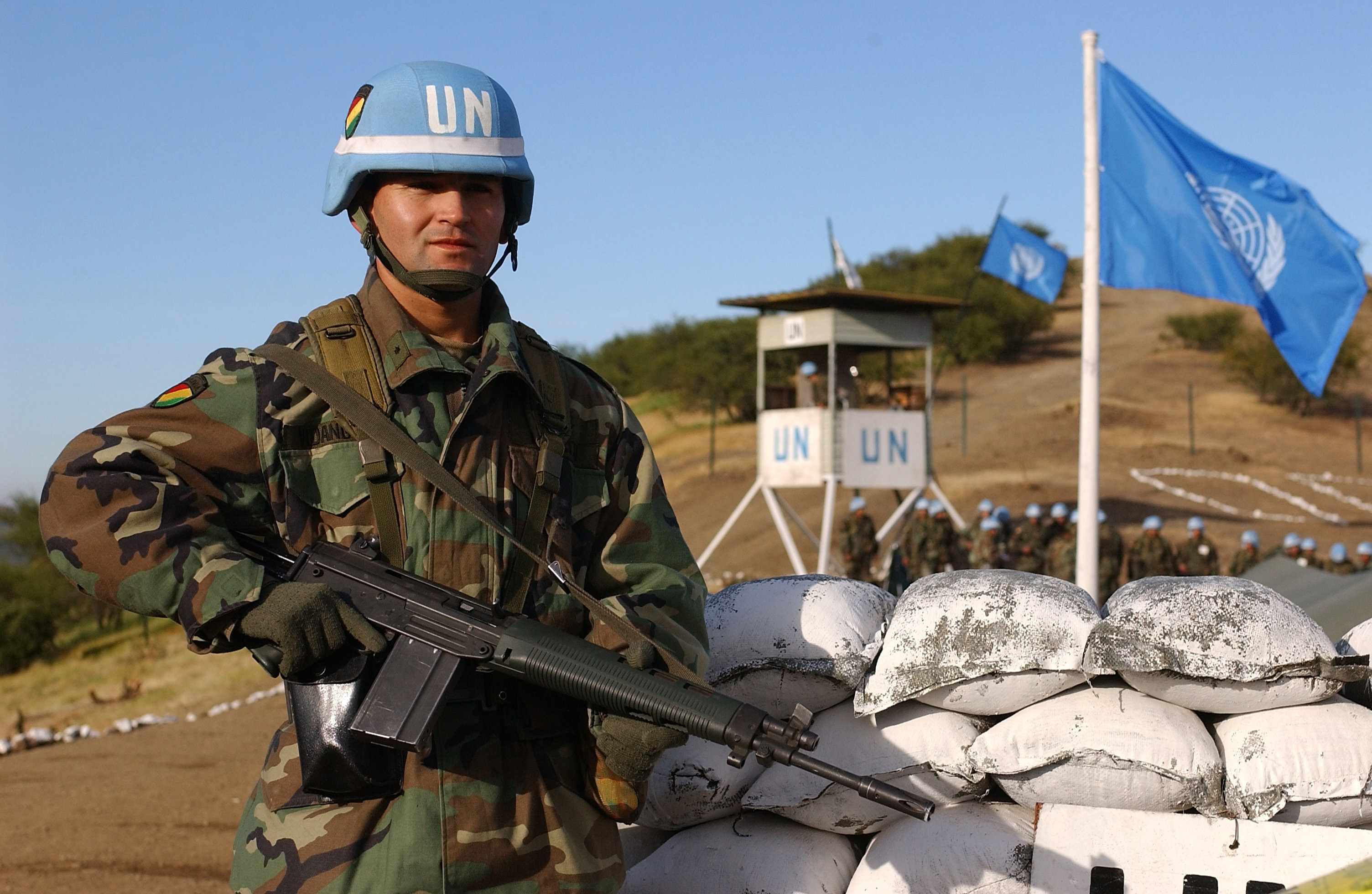
Bolivianischer Blauhelm-Soldat mit einem SG 542 bei einer Übung in Chile

- Bolivien – Die bolivianische Armee benutzt das SG 542[8]
- Burkina Faso – Die burkinischen Streitkräfte nutzten das SG 540[Jane’s infantry weapons 1]
- Chile – Die chilenischen Streitkräfte haben das SIG 540 als Ordonanzwaffe eingeführt[6]
- Demokratische Republik Kongo – Die Streitkräfte der Demokratischen Republik Kongo nutzen das SG 540[Jane’s infantry weapons 2]
- Dschibuti – Die djiboutischen Streitkräfte nutzten das SG 540[Jane’s infantry weapons 3]
- Elfenbeinküste – Die Streitkräfte der Elfenbeinküste nutzten das SG 540[Jane’s infantry weapons 3]
- Ecuador – Die Fuerzas Armadas del Ecuador nutzten das SG 540.[Jane’s infantry weapons 3]
- Frankreich – Die französischen Streitkräfte haben das SIG 542 für eine kurze Zeit eingesetzt. Diese wurden dann durch das FAMAS ersetzt[1]
- Gabun – Die gabunischen Streitkräfte nutzen das SG 542[Jane’s infantry weapons 4]
- Kamerun – Die kamerunischen Streitkräfte nutzen das SG 540[Jane’s infantry weapons 2]
- Libanon – Die libanesischen Streitkräfte nutzten das SG 540[Jane’s infantry weapons 3]
- Mauritius – Die mauritischen Sicherheitskräfte nutzen das SG 540[Jane’s infantry weapons 5]
- Nigeria – Die nigerianische Armee benutzt das SIG SG 540[9]
- Paraguay – Die Streitkräfte Paraguays benutzen das SIG SG 540[10]
- Portugal – Die portugiesischen Streitkräfte nutzten das SIG 540[6]
- Senegal – Die Senegalesischen Streitkräfte nutzen das SG 540[Jane’s infantry weapons 6]
- Eswatini – Die Streitkräfte Eswatinis nutzen das SG 540[Jane’s infantry weapons 7]
- Seychellen – Die seychellischen Streitkräfte nutzten das SG 540[Jane’s infantry weapons 6]
- Tschad – Die Tschadischen Streitkräfte nutzten das SG 542[Jane’s infantry weapons 2]
- Togo – Die togolesischen Streitkräfte nutzten das SG 540[Jane’s infantry weapons 8]
- Zentralafrikanische Republik – Die zentralafrikanischen Streitkräfte nutzten das SG 540-1[Jane’s infantry weapons 2]

### Jane’s infantry weapons
1. ↑  Richard Jones, Leland S. Ness: Jane’s Infantry Weapons, 2008–2009. 34. Auflage. Jane’s Information Group, Alexandria (VA) 2008, ISBN 978-0-7106-2834-3, S. 890.
2. 1 2 3 4  Richard Jones, Leland S. Ness: Jane’s Infantry Weapons, 2008–2009. 34. Auflage. Jane’s Information Group, Alexandria (VA) 2008, ISBN 978-0-7106-2834-3, S. 891.
3. 1 2 3 4  Richard Jones, Leland S. Ness: Jane’s Infantry Weapons, 2009–2010. 35. Auflage. Jane’s Information Group, Alexandria (VA) 2009, ISBN 978-0-7106-2869-5, S. 894.
4. ↑  Richard Jones, Leland S. Ness: Jane’s Infantry Weapons, 2008–2009. 34. Auflage. Jane’s Information Group, Alexandria (VA) 2008, ISBN 978-0-7106-2834-3, S. 893.
5. ↑  Richard Jones, Leland S. Ness: Jane’s Infantry Weapons, 2008–2009. 34. Auflage. Jane’s Information Group, Alexandria (VA) 2008, ISBN 978-0-7106-2834-3, S. 897.
6. 1 2  Richard Jones, Leland S. Ness: Jane’s Infantry Weapons, 2008–2009. 34. Auflage. Jane’s Information Group, Alexandria (VA) 2008, ISBN 978-0-7106-2834-3, S. 900.
7. ↑  Richard Jones, Leland S. Ness: Jane’s Infantry Weapons, 2009–2010. 35. Auflage. Jane’s Information Group, Alexandria (VA) 2009, ISBN 978-0-7106-2869-5, S. 903.
8. ↑  Richard Jones, Leland S. Ness: Jane’s Infantry Weapons, 2008–2009. 34. Auflage. Jane’s Information Group, Alexandria (VA) 2008, ISBN 978-0-7106-2834-3, S. 904.